# 埃馬努埃萊·比拉雷利

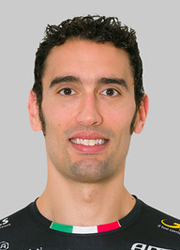
埃馬努埃萊·比拉雷利

埃馬努埃萊·比拉雷利（義大利語：Emanuele Birarelli，1981年2月8日—），意大利男子排球運動員。他現在效力於意大利排球聯賽球隊摩德拉特倫蒂諾排球俱樂部。他也代表意大利國家男子排球隊參賽，參加了2012年倫敦奧運會的比賽。